# Bennerleyviadukten
Bennerleyviadukten är en oanvänd järnvägsviadukt över Erewashdalen mellan Awsworth i Nottinghamshire och Ilkeston i Derbyshire i Storbritannien. Viadukten byggdes 1877 och användes för järnvägstrafik fram till 1986, varefter den 1998 såldes till den ideella organisationen Railway Paths Ltd. Den är ett byggnadsminne och är planerad att restaureras 2020.
Viadukten uppfördes under perioden maj 1876–november 1877 och var en del av Great Northern Railwayss förlängning till Derbyshire och Staffordshire, som byggdes delvis för att bryta kolförekomsterna i Derbyshire och Nottinghamshire. Den är en fackverksbro av gjutjärn, är 443 meter lång och löper med 16 spann 18,5 meter över floden Erewash. Den ritades av Richard Johnson. I Ilkeston-ändan har viadukten tre extra spann, som bar bron över Erewash Canal och Midland Railway.

## Bombraid av zeppelinare
Den 31 januari 1916 genomförde nio zeppelinare från den tyska flottans luftskeppsdivision ett bombangrepp i Midlands i Storbritannien, vilket kallas "Great Midlands Raid". Ett av dessa luftskepp, L 20, baserad i Tondern (idag Tønder) i nuvarande danska Nordslesvig, utförde en bombraid i området omkring Bennerleyviadukten. Sju bomber fälldes omkring bron, varav en föll strax norr om viadukten på Midland Railway-linjen vid Bennerley Junction, som låg nära Bennerley Ironworks. Järnvägslinjen skadades, men inte viadukten. Vid samma raid, något senare, släppte L 20 15 bomber på det närliggande Stanton Ironworks, varav en skadade järnvägsbron över Nutbrook Canal. Den 4 maj, efter en andra bombraid mot England, kraschlandade L 20 efter bränslebrist nära Stavanger i Norge.

## Efter stängning
Det förhållande att Bennerleyviadukten byggdes i gjutjärn räddade viadukten från att skrotas. Anbudsgivarna begärde en hög ersättningen under motivering att bron inte kunde skäras upp med skärbrännare, utan måste demonteras nit för nit. Viadukten klarade sig från rivning och blev i stället ett byggnadsminne.

## Bildgalleri

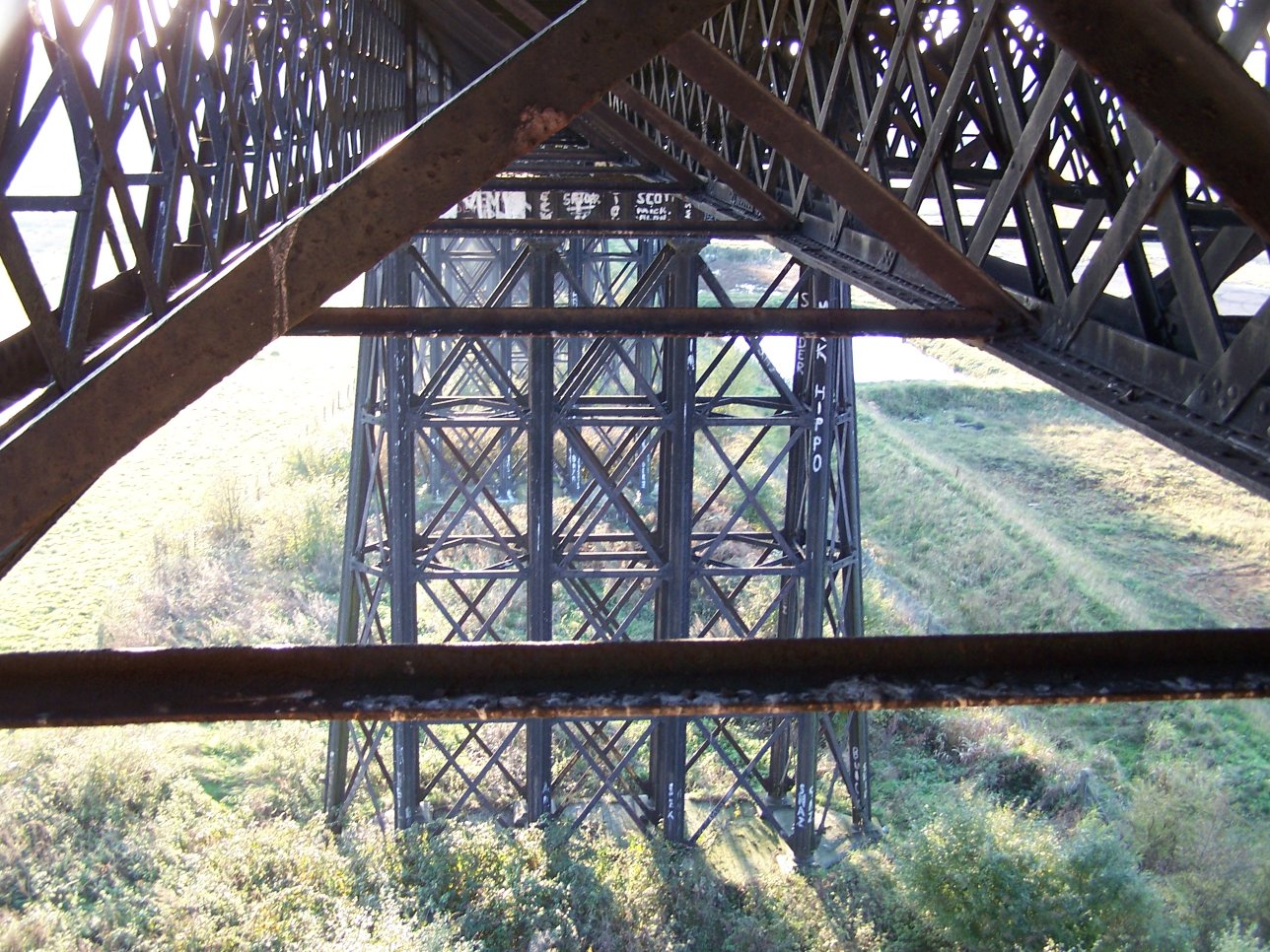
Undersidan av bron
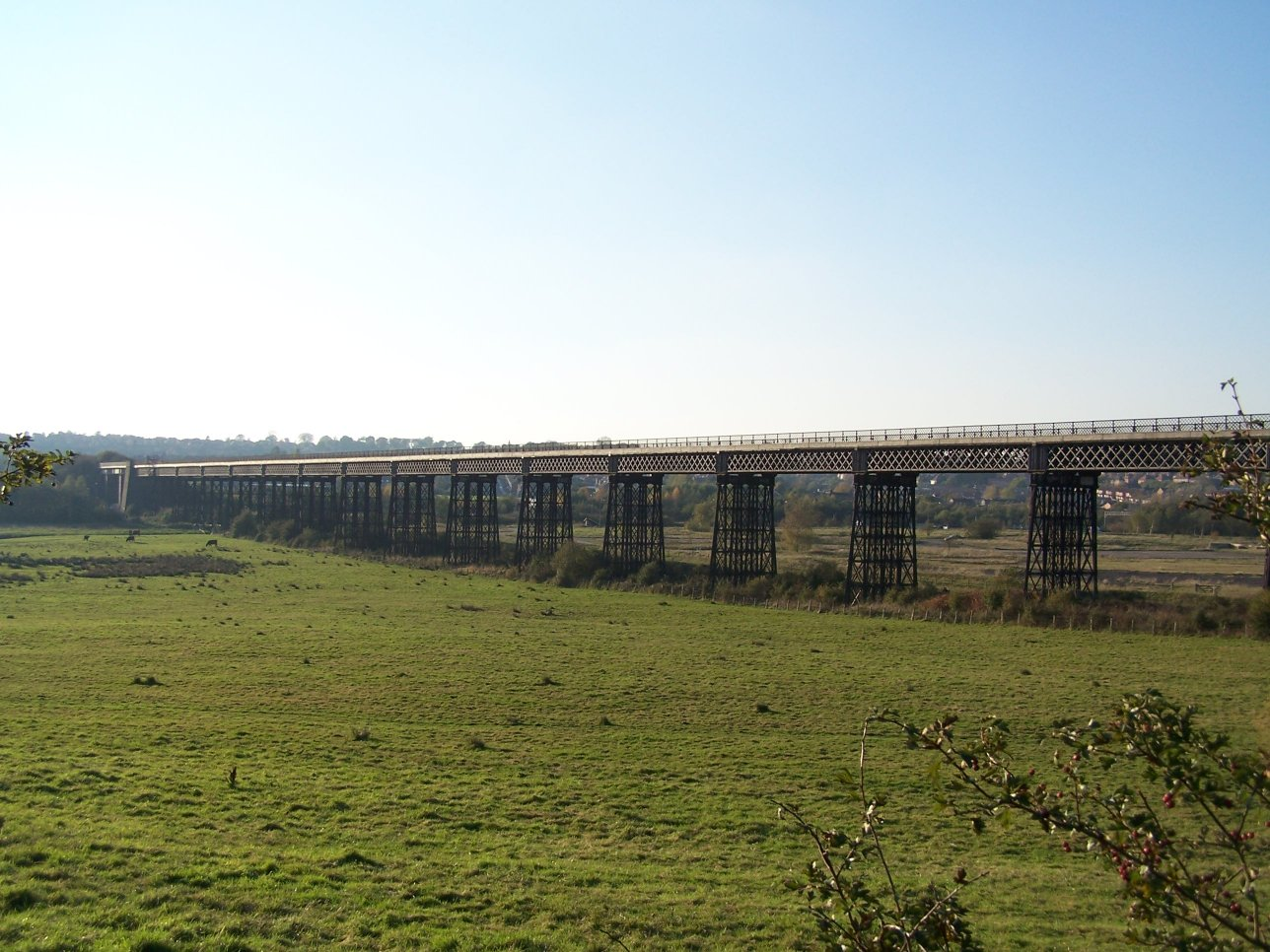
Bennerleyviadukten fotograferad från dragstigen till Nottingham Canal, 2006